# Дарьевка (Неклиновский район)
Да́рьевка — посёлок в Неклиновском районе Ростовской области.
Входит в состав Андреево-Мелентьевского сельского поселения.

## География
Посёлок находится на берегу реки Сарматская (приток Миуса), на расстоянии 12 км к юго-западу от села Покровское, административного центра района. В непосредственной близости располагаются посёлки Мокросарматка и Павло-Мануйловский.

## Население
| 2010 |
| ---- |
| 267  |

## Улицы
| - пер. Дружбы, - ул. Парковая, | - ул. Первомайская, - ул. Степная. |

## Археология
В 1980 году при раскопках кургана у Дарьевки были обнаружены остатки половецкого святилища с каменным изваянием эпохи ранней бронзы (ямной культуры).